# Ludwig Bäte
Ludwig Bäte (Osnabrück, 22 giugno 1892 – Osnabrück, 30 aprile 1977) è stato uno scrittore, poeta, traduttore e storico della cultura tedesco.
Nella sua città natale, fondò l'usanza di cavalcare un cavallo da tiro per commemorare la Pace di Westfalia del 1648.

## Biografia

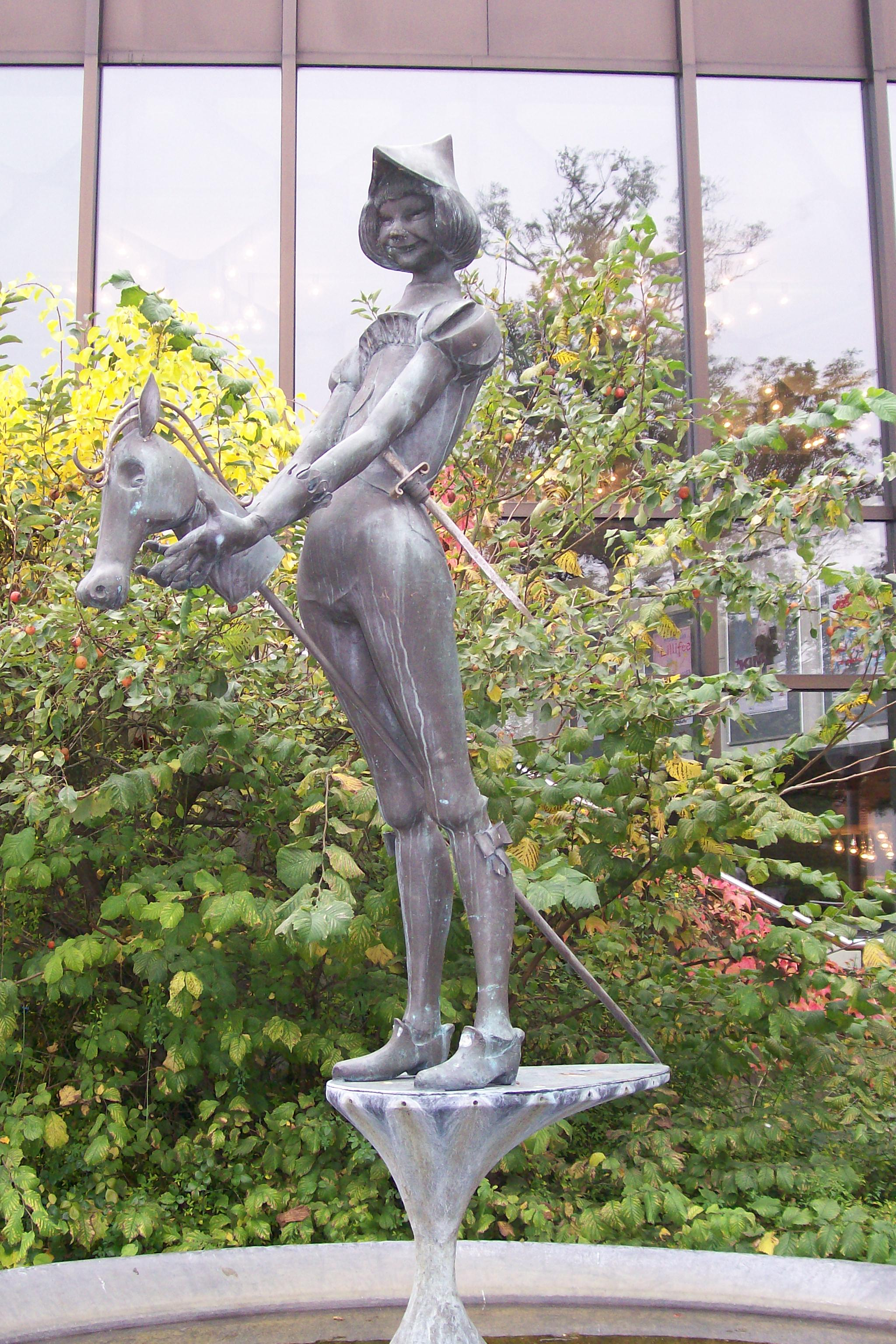
A Osnabrück, la scultura del cavallo da tiro è un monumento in memoria dell'usanza iniziata da Bäte.

Ludwig Bäte era figlio di un artigiano di Osnabrück e aveva due fratelli minori. Dopo aver frequentato la scuola media protestante di Osnabrück e la scuola preparatoria, dal 1909 al 1912 frequentò il Collegio reale prussiano degli insegnanti. Fino al 1915 insegnò nella scuola elementare di Riemsloh e di Hoyel (l'odierna città di Melle). Nello stesso anno divenne insegnante di scuola secondaria presso la Höhere Stadtschule locale, dove rimase fino al 1928. In questo periodo, conobbe anche la collega Dorothea Albers (1893-1944), che sposò nel 1919. I loro figli nacquero nel 1921 e nel 1928. 
Dal 1920 Ludwig Bäte strinse una stretta amicizia con la scrittrice Gertrud Storm (1865-1936), figlia del poeta Theodor Storm, che visse a Varel (in Frisia) e poi a Husum-Rödemis.
Dal 1928 al 1945, Bäte lavorò come insegnante presso la scuola secondaria Möser di Osnabrück. Fu esonerato dal servizio militare a causa della sua grave miopia. Il suo ruolo durante il nazionalsocialista non è chiaro. Fino al 1945 appartenne a diverse organizzazioni del regime nazista, tra cui l'Associazione nazionalsocialista per il benessere del popolo, la Nationalsozialistischer Lehrerbund
(Associazione nazista degli insegnanti), il KDF e l'Associazione coloniale del Reich. Secondo informazioni errate contenute nell'Enciclopedia della letteratura di Walther Killy, durante la Seconda guerra mondiale gli fu vietato di pubblicare a causa del suo impegno umanistico. In realtà, continuò a pubblicare, ad esempio in Die Brücke von der Heimat zur Front (Il ponte da casa al fronte), il testo Eine Geburtstagsgabe für den Führer (Un regalo di compleanno per il Führer): „Dem Führer. Was eine alte Stadt in großer Zeit gegeben“ ... usw. „Wir stehn wie unsere Wälle um Dein Wirken, und Opfer ist des Lebens tiefster Sinn“ (Al Führer. Che cosa ha dato una vecchia città in tempi grandiosi” ... ecc. "Ci ergiamo come i nostri bastioni intorno alla tua opera, e il sacrificio è il significato più profondo della vita"). 
Lo studioso di letteratura Gero von Wilpert ha elencato 28 pubblicazioni di libri indipendenti nell'arco di tempo compreso tra il 1933 e il 1945. Le numerose pubblicazioni biografiche di Ludwig Bäte erano volutamente meno orientate alla biografia accademica tipicamente intesa e utilizzavano invece modalità di presentazione letterarie e poetiche, fatto che ha suscitato riserve tra i ricercatori. Ad esempio, Wilpert afferma che la sua biografia del 1961 intitolata Justus Möser. Advocatus patriae, data alle stampe nel 1961, "non è stata accettata dai ricercatori a causa del suo stile [di Bäte] prolisso e di una fatale tendenza alla digressione".
Nel 1943, su suo impulso, fu sgomberata la storica Sala della Pace del Municipio di Osnabrück, dove nel 1648 fu firmato il Trattato di Pace di Osnabrück per porre fine alla Guerra dei Trent'anni. Questo salvò l'inventario quando il 13 settembre 1944 il municipio fu bruciato da un bombardamento.
Nel maggio 1945, il governatore militare britannico incaricò Bäte di istituire un ufficio culturale per la città. Il 1º gennaio 1946 ne fu nominato direttore. Dopoché nell'agosto 1946 fu arrestato in seguito a una denuncia, il 14 agosto il governo militare ne ordinò il rilascio. Il 5 settembre 1946a commissione principale di denazificazione lo prosciolse da ogni accusa. L'11 novembre 1946 riprese il suo incarico finché nel '47 fu nominato archivista della città, carica che mantenne fino al 30 settembre 1949. In questo periodo incontrò anche lo scrittore olandese Ben van Eysselsteijn. Durante la guerra, entrambi avevano pubblicato sulla rivista Deutsche Zeitung in den Niederlanden (DZN). Inizialmente, l'amico vi collaborò in modo involontario, in quanto la DZN si era semplicemente servita del suo lavoro ed affermava che all'epoca la loro attività non era nota. Bäte tradusse le opere di Eysselsteijn nella propria lingua madre e viceversa; se Eysselsteijn dedicò anche diverse poesie a Bäte con il nome di Für Ludwig Bäte, anche Bäte gli dedicò a sua volta il suo volume di poesie intitolato Alles ist Wiederkehr a Eysselsteijn.
Nel 1947, Bäte sposò per la seconda volta Hildegard Roseeu (1915-2006). La coppia ebbe una figlia, nata nel 1950.
Nel 1948, in occasione del 300º anniversario della Pace di Westfalia, fu organizzata a Osnabrück la prima cavalcata a cavallo. La leggenda si basava su un racconto di Norimberga e fu resa celebre a Osnabrück dalle poetesse dell'Emsland Clara ed Emmy von Dincklage nel loro libro Geschichten für die Jugend del 1875. Nel 1953, su iniziativa di Bäte, fu organizzata nuovamente una cavalcata a cavallo. Da allora, l'evento si ripete ogni anno in ottobre nella Città della Pace di Osnabrück.
Nel 1953 Bäte, insieme allo scrittore della Westfalia Josef Winckler, rifondò l'associazione di scrittori Die Kogge, di cui aveva fatto parte e che nel 1953 era stata sciolta dalla Camera della letteratura del Reich (Reichsschrifttumskammer). Nel 1954, insieme a Otto Riedel, rappresentante della Chiesa confessante in Sassonia, e allo scrittore e pedagogo riformatore Leo Weismantel, Ludwig Bäte fu uno dei co-fondatori del Wartburgkreises deutscher Dichter (Circolo dei poeti tedeschi di Wartburg), nato a Zwickau e rimasto in attività solo per pochi anni. Nel 1957 Ludwig Bäte e alcuni operatori culturali fondarono il Arbeitskreis Bertolt Brecht
(Gruppo di lavoro Bertolt Brecht, ABB), il cui scopo era quello di contribuire a una maggiore conoscenza dell'opera di Brecht attraverso pubblicazioni, produzioni e conferenze. Oltre a Bäte, tra i cofondatori dell'ABB vi erano importanti personalità della vita culturale, soprattutto della Germania occidentale, ma anche della DDR, tra cui il regista Erich Engel, lo scrittore e critico teatrale André Müller, il regista e manager teatrale Erwin Piscator, l'attore e regista Hans Schweikart, lo studioso di teatro Ernst Schumacher e lo scrittore e combattente della resistenza Günther Weisenborn.
Dal 1950 al 1955 Bäte lavorò nuovamente come insegnante. Fino al suo pensionamento, insegnò alla Wittekind-Realschule di Osnabrück. Ludwig Bäte fu in corrispondenza con numerose personalità culturali e accademiche del suo tempo, tra cui: Josef Bergenthal, Karl Brandi, Kasimir Edschmid, Hans Franck, Albrecht Goes, Julius Hart, Gerhart Hauptmann, Werner Heisenberg, Hermann Kasack, Erich Kästner, Karl Ernst Knodt, Edwin Redslob, Hans Rheinfelder, Johannes Schlaf, Reinhold Schneider, Rudolf Alexander Schröder, Karl Schulte Kemminghausen, Gertrud Storm e Margarete Windthorst.
Ludwig Bäte morì il 30 aprile 1977 all'età di 84 anni e fu sepolto nel cimitero Heger di Osnabrück.
Poche settimane dopo la sua morte, la Biblioteca civica e statale di Dortmund allestì una mostra che iniziò il 21 giugno 1977 e che avrebbe dovuto essere dedicata al suo 85° compleanno. La mostra fu esposta a Münster nel 1978 e, successivamente, a Osnabrück.

## Premi e riconoscimenti
- 1944: Medaglia Justus Möser della città di Osnabrück;
- 1954: Anello d'onore del Die Kogge;
- 1954: Premio di poesia della città di Minden;

Inoltre, nel 1979 la municipalità di Osnabrück rinominò Ludwig-Straße in Ludwig-Bäte-Straße in suo onore.

## Opere selezionate
Sommerfahrten. Gedichte, 1916

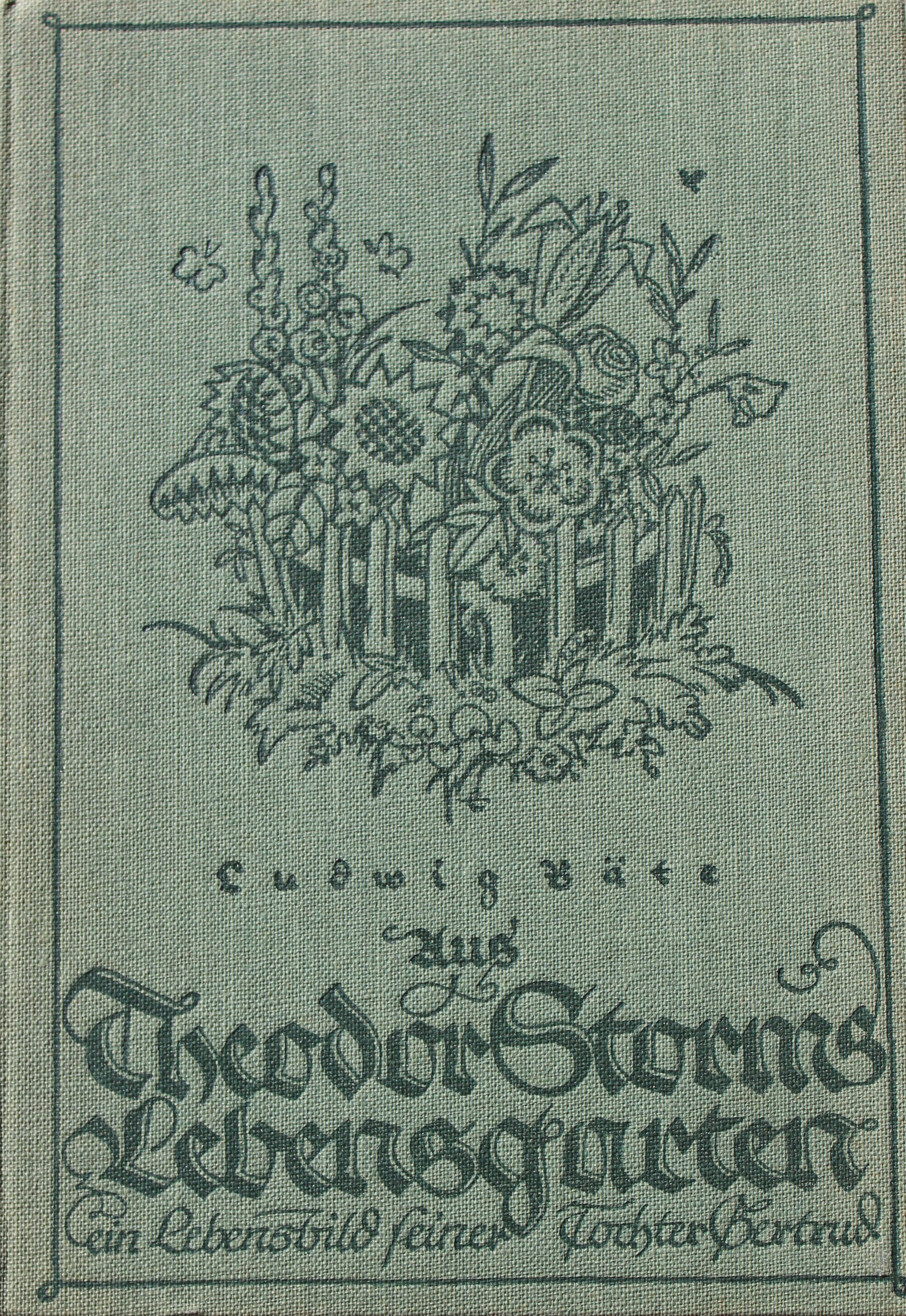
Aus Theodor Storms Lebensgarten, Rothenfelde 1921, prima di copertina

- Feldeinsamkeit. Gedichte aus Niedersachsen, 1917
- Mondschein und Giebeldächer, 1919
- Friedrich Leopold von Stolberg (Sondermühlen), 1919
- Die Reise nach Göttingen. Eine Geschichte, 1922
- Die Amsel. Gedichte, 1922
- Das ewige Vaterland. Geschichten und Bilder, 1922
- Im alten Zimmer. Geschichten, 1923
- Mond über Nippenburg. Ein deutscher Idyllenkranz, 1924[7]
- Wittekindsland. Ein Buch der Heimat, 1924
- Aus goldnen Gassen. Geschichten um deutsche Dichter, 1925
- Weg durch Wiesen. Neue Gedichte, 1926
- Jenny von Voigts. Eine vergessene Freundin Goethes, 1926
- Johannes Schlaf. Eine Rede, 1927
- Verschollenes Schicksal. Geschichten aus dem Harz, 1927
- Tilman Riemenschneider. Novelle, 1928
- Verklungene Stunden. Geschichten und Gedichte, 1928
- Krippenspiel, Hörspiel für Kinder, gesendet am 24.12.1929 im Programm der Deutschen Welle (Livesendung ohne Aufzeichnung)
- Lied nach Süden. Neue Gedichte, 1931
- Der Friede. Roman, 1934
- Worpswede. Gedichte, 1934
- Herz in Holland, 1936
- Der Schoner „Johanna“. Roman, 1936
- Annette am Bodensee, 1937
- Die Blume von Isenheim und andere Novellen, 1937
- Bühne im Morgenrot. Roman des Schauspielers Conrad Ekhof, 1938
- Der Saal des Westfälischen Friedens zu Osnabrück, 1938
- Chronik der Stadt Osnabrück, 1938
- Das schöne Münster, 1938
- Das ehrenreiche Soest, 1938
- Fenster nach Norden. Ein Geschichtenbuch, 1939
- Münchhausen und Eulenspiegel. Niederdeutscher Humor, 1940
- Osnabrück und der Westfälische Friede, 1940
- Herman Anders Krüger. Bild eines Dichters, 1941
- Eine Frau besiegt den Ozean, 1941
- Legende von den vier Frauen, 1944
- Schwegerhoff. Erzählung, 1944
- Niederdeutsche Anekdoten, 1945 (antico alto tedesco)
- Der Weg zu ihr. Ein Leben, 1946
- Der trunkene Tod. Eine Grabbe-Novelle, 1947
- Begegnungen. Erinnerungen aus meinem Leben, 1947
- Johanneslegende, 1947
- Amore pacis. Dichtung um den Westfälischen Frieden, 1948
- Der Friedensreiter. Erzählung, 1948
- Johann Gottfried Herder. Der Weg, das Werk, die Zeit, 1948
- Der Morgenstern. Gedichte, 1948
- Johann Carl Bertram Stüve, 1948
- Tilman Riemenschneider kehrt heim. Erzählung, 1948
- Herrn Lichtenbergs Irrtum. Eine Erzählung aus dem Rokoko, 1950
- Alles ist Wiederkehr. Gedichte, 1952
- Meisenheimer Novelle, 1953
- Der Kurier der Königin. Erzählung, 1955
- Rosen nach Lidice. Erzählung, 1956
- Weimar. Antlitz einer Stadt, 1956
- Flechte enger den Ring. Gedichte, 1957
- Weimarer Elegie. Gedichte, 1961
- Justus Möser. Advocatus patriae, 1961
- Gustav Adolfs Sohn. Bildnis eines Unbekannten, 1962
- Franz Hecker. Maler und Graphiker, 1963
- Goethe und die Osnabrücker. Mit unbekannten Bild- u. Handschriftenwiedergaben, 1970

### Traduzioni
- Noto Soeroto: Göttliches Schattenspiel. Wayang-Lieder, 1948
- Ben van Eysselsteijn: Posaunen um Jericho, 1949
- Auguste Rodin: Vermächtnis, 1953

### Attività editoriale
- Bei uns im Winter, 1919
- Das Buch der deutschen Kleinstadt (in collaborazione con Kurt Meyer-Rotermund), 1920
- Aus Theodor Storms Lebensgarten. Ein Bild seiner Tochter Gertrud, 1921
- Der Mond ist aufgegangen. Deutsche Abendlieder, 1921
- Rast im Teutoburger Walde. Eine Sommergabe deutscher Dichter, 1921
- Das Johannes Schlaf-Buch. Zu seinem 60. Geburtstag (con Kurt Meyer-Rotermund e Rudolf Borch), 1922
- Das Nachtwächterbüchlein (con Kurt Meyer-Rotermund), 1923
- Vossische Hausidylle. Briefe von Ernestine Voß an Heinrich Christian und Sara Boie (1794-1820), 1925
- Kranz um Jean Paul. Heidelberger Festtage in ungedruckten Briefen von Heinrich Voß (1817-1820), 1925
- Johannes Schlaf. Leben und Werk (con Kurt Meyer-Rotermund), 1933
- Der goldene Wagen. Ein Buch zum Vorlesen, 1940
- Heimat am Meer, 3 Bände (in Kassette) mit Werken von Theodor Storm, hrsg. und mit Nachworten von Ludwig Bäte, 1946
- Des Knaben Wunderhorn, Volksliedtexte, gesammelt von Achim von Arnim und Clemens Brentano, Auswahl von Ludwig Bäte, 1947
- Der Friede in Osnabrück 1648. Beiträge zu seiner Geschichte, 1948
- Johann Gottfried Herder. Eine Auswahl aus seinen Werken, 1956
- Die Akte Johannes Schlaf, 1967